# 1458
1458 (MCDLVIII) var ett normalår som började en söndag i den julianska kalendern.

## Händelser

### Januari
- Januari–februari – Kristian I rider sin eriksgata.

### Maj
- 11 maj – Frankrike ockuperar Genua.[1]
- 30 maj – Det svenska rådet dömer Karl Knutsson (Bonde) förlustig alla arve-, köpe- och pantegods i Sverige.

### Juni
- 22 juni – Rådmännen i Putzig svär trohetsed till Karl Knutsson.

### Juli
- 28 juli – Ett stillestånd sluts mellan Danmark och Polen/Danzig i Stockholm.

### Augusti
- 19 augusti – Sedan Calixtus III har avlidit den 6 augusti väljs Enea Silvio Piccolomini till påve och tar namnet Pius II.[2]

### Okänt datum
- Flanderns län grundas.[3]
- Kristians äldste son Hans utses till svensk och norsk tronföljare. Dansk tronföljare blev han redan vid födseln 1455.
- Stockholm råkar ut för en förödande brand.
- Georg Podiebrad uppstiger på Böhmens tron.
- Magdalen College grundas i Oxford.

## Födda
- 3 oktober – Kasimir, prins av Polen och Storfurstendömet Litauen.
- Leonora av Viseu, drottning av Portugal.

## Avlidna
- 6 augusti – Calixtus III, född Alfonso de Borja, påve sedan 1455.
- 14 augusti – Domenico Capranica, italiensk kardinal.

### Fotnoter
1. ↑  World Statesmen (läst 6 april 2011)
2. ↑  ”Roman Catholic Church” (på engelska). World Statesmen. http://www.worldstatesmen.org/Catholic.html. Läst 23 november 2012.
3. ↑  World Statesmen (läst 7 april 2011)